# Ы
Ы, ы — 29-я буква русского, 28-я буква белорусского, 15-я буква русинского алфавитов. В других современных национальных кириллических алфавитах славянских языков отсутствует: в современных южнославянских языках древние звуки [ɨ] и [i] совпали давно, но буква Ы из сербского и болгарского алфавитов была исключена только в XIX веке; в македонский алфавит не вводилась; а в украинском алфавите вместо пары Ы/И используется И/І. Используется также в кириллических письменностях неславянских языков (казахский, монгольский, татарский и др.).

## История

### Название
В древней кириллической азбуке:45 и церковнославянской азбуке буква Ы носит название ѥрꙑ (ст.-сл.) или є҆ры̀ (ц.-сл.), смысл которого неизвестен, но явно родственен названиям букв «еръ» (Ъ) и «ерь» (Ь). Буква Ы называлась «еры» в изданиях авторитетного орфографического словаря русского языка Д. Н. Ушакова до 1964 года включительно; в более поздних изданиях словаря она называлась «ы»:57.

### Написание
В древнейших формах глаголицы и кириллицы буква Ы построена механическим объединением знака для Ъ или Ь со знаком І или И (в старославянских памятниках встречаются все возможные комбинации диграфа; в старой кириллице элементы буквы могли также соединяться чёрточкой). Числового значения не имеет. В наиболее «классической» форме глаголическую Ы принято рисовать как , а кириллическую приблизительно до XIV века — как ЪІ ъі (Ꙑ ꙑ), для позднейших времён — как современную Ы ы (включая и церковнославянский язык). В русские рукописи современная форма проникает с конца XIV века из южнославянских (балканских) рукописей. В кириллице буква Ы обычно считается 30-й по порядку, в глаголице — 31-й.

### Фонология
Гласная фонема /ɨ/, обозначаемая буквой «ы», существовала ещё в праславянском языке. Обычно происходит из долгого праиндоевропейского звука *ū [uː], чем объясняются чередования ы/у, ы/ов и т. п.: слу́шать — слы́шать, со́хнуть — высыха́ть — сухо́й. Согласно Московской фонологической школе, в современном русском языке отсутствует самостоятельная фонема /ɨ/, а звук [ɨ] является лишь аллофоном фонемы /i/ после твёрдых согласных. Петербургская фонологическая школа рассматривает /ɨ/ как отдельную фонему.

## Правила употребления

### Русский язык
- После большинства согласных буквы И и Ы отражают фонетическое явление смягчения согласных: бить — быть, вить — выть, следи — следы, грози́ — грозы́, клик — клык, мило — мыло, пил — пыл, сгори — с горы, сир — сыр, ти́кать — ты́кать, графи́ — графы́.
- После шипящих, как мягких, так и твёрдых, в сочетаниях ЖИ, ШИ, ЧИ, ЩИ употребляется буква И, а не Ы, поскольку в древности шипящие буквы произносились мягко, поэтому после них писали только мягкие гласные, хотя уже тогда стали отступать от этого. Позже, в некоторых случаях, после шипящих стали писать Ы (для отличия одних форм слов от схожих с ними других форм), но написание шипящих с И всегда являлось основным; таким же основным оно стало и для русского языка. Отступления от этой системы допустимы в иноязычных именах и названиях: Жылыойский район, Чыонг Тинь, Шымкент.
- После Ц, мягкость которого также от контекста не зависит, употребление букв И и Ы описывает гораздо более сложная исторически сложившаяся система правил; они приведены в статье «Ц».
- После велярных согласных Г, К, Х, которые бывают как твёрдыми, так и мягкими, Ы тем не менее практически не употребляется. Объяснение историческое: в древности эти согласные не могли смягчаться; точнее, вместо смягчения они переходили в шипящие (стол — сто́льный, но друг — дру́жный, век — ве́чный, пух — пушно́й) или свистящие (ср. с ц.-сл. оборотами речи: почить в Бозе ← Богъ; темна вода во облацех ← облакъ, на воздусях ← воздухъ; такое чередование осталось, например, в украинском склонении: нога — на нозі, рука — на руці, муха — на мусі) и использовались только с Ы. Позже в русском языке в этой позиции Ы перешло в И. В настоящее время сочетания гы, кы, хы встречаются в звукоподражаниях и просторечии (гыгыкать, кыш, Кыся, Олегыч, Маркыч, Аристархыч), либо в заимствованиях и вообще в иноязычных именах и названиях (кок-сагыз, акын, такыр, Мангышлак, Кызыл, Архыз).
- После гласных и в начале слов Ы также встречается только в звукоподражаниях, собственных именах и заимствованиях (ыкать, ых; Ыгыатта, Ыджыдпарма, Джайаыл, Суыкбулак, Хабырыыс, ыр, ынджера), хотя звук [ы] в начале слов вполне обычен, если начинающееся на И следует без паузы за оканчивающимся на твёрдую согласную (вот [ɨ] всё, Иван [ɨ]ваныч). Это же самое фонетическое явление на стыке приставки и корня отражается на письме (подытожить, cыграть, безымянный), за исключением иностранных приставок (постинфарктный, хотя предынфарктный), приставок на гортанные и шипящие (межигровой, сверхизысканный) и слова взимать с производными.
- После Й буква Ы встречается только в транслитерированных иноязычных именах и названиях: Тайынша, Чыйырчык.
- После Ъ буква Ы встречается в топонимах Чукотки: Кымъынэйвеем. После Ь может встречаться во вьетнамских заимствованиях (Тьы-ном, Тьы куокнгы).

### Церковнославянский язык
Употребление букв Ы и И (І) близко к русскому, хотя частично отражает старославянскую ситуацию:
- после большинства согласных употребление Ы и И смыслоразличительное и фонетически обусловленное (бити — быти и т. п.); но, в отличие от русского, в склонении одного и того же слова могут одновременно встречаться окончания -и и -ы, например: раби (им. пад. мн. ч. от рабъ) — рабы (вин. и твор. пад. мн. ч.);
- упомянутый выше переход гы, кы, хы в ги, ки, хи в ц.-сл. также состоялся, то есть Ы после гортанных не бывает;
- после шипящих бывает и Ы, и И; произносится это одинаково, разница только смысловая: мужи́ (им. пад. мн. ч. от мужъ) — мужы́ (вин. и твор. пад. мн. ч.); юноши (род. и дат. пад. ед. ч. от юноша) — юноши (им. и зват. пад. мн. ч., а также им., вин. и зват. пад. двойств. ч.) — юношы (вин. пад. мн. ч.); нищимъ (твор. пад. ед. ч.) — нищымъ (дат. пад. мн. ч.) и т. п.;
- написание ци (ці перед гласными) бывает только в заимствованиях (Цицеронъ, Констанція);
- после приставок на согласную И может как переходить в Ы, так и не переходить; возможны также написания с ъи вместо Ы (подъимати/подымати, но ѿимати с И), для разных приставок и корней преимущественное написание может быть разным.

### Другие языки
В кириллических алфавитах для тюркских, монгольских и финно-угорских языков Ы обозначает либо звук, идентичный русскому [ɨ], либо близкие по артикуляции заднеязычные или среднеязычные гласные: в казахском [ə], в татарском [ɤ] и др.
Является 37-й буквой казахского кириллического алфавита. Обозначает звук [ə], в латинском алфавите ей соответствует Y y.

## Неогублённый гласный среднего ряда верхнего подъёма в латинице
- В чешском как языке с достаточно долгой историей письменности звуки [ɨ] и [i] на определённом этапе развития фонетически совпали, однако по-прежнему различаются на письме: для исторического звука [ɨ] используется буква Y/y, а для [i] — соответственно I/i. Аналогичное различение имеется и в польском языке, с той лишь разницей, что фонетически эти два звука по-прежнему различаются. Эта же система обычно используется для латинской транскрипции с русского, белорусского и украинского и для транслитерации кириллицы вообще.
- В румынском языке, латинская письменность для которого была введена только в 1860-е годы (см. статью «Румынская кириллица»), звуки [ɨ] и [i] различаются на письме иначе: [ɨ] передаётся буквой Î/î в начале слов и буквой Â/â в других позициях; [i] обозначается обычной буквой I/i.
- В турецком языке, латинизированном в 1920-е годы, и азербайджанском языке, переведённом на латинскую графику в начале 1990-х, звуки [ɨ] и [i] различаются на письме третьим способом: [ы] изображается буквой I/ı без точки, а [i] — буквой İ/i с точкой.

- В туркменском языке, латинизированном в 90-е годы, и в недавно принявшем латинскую графику казахском звуки [ɨ] и [i] различаются как и в польском языке: [ы] изображается буквой Y/y, а [i] — буквой I/i.

- В тюркском алфавите на латинице 1920—1930-х годов звуки, близкие к [ɨ], обозначались символом, визуально идентичным мягкому знаку Ь/ь.

## «Ы» в искусстве, культуре, технике, географии и Интернете

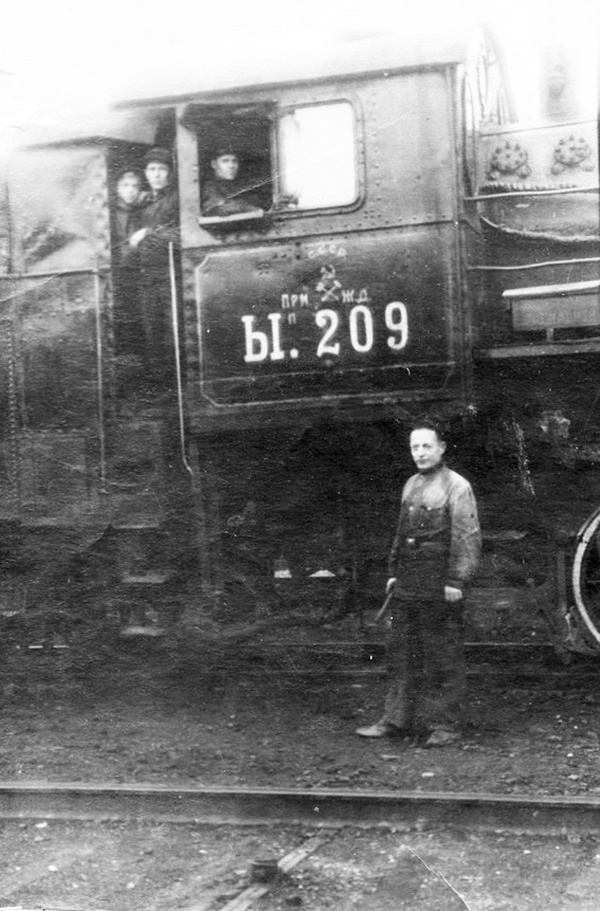
Паровоз Ы

- В популярной кинокомедии Леонида Гайдая «Операция «Ы» и другие приключения Шурика» персонаж Юрия Никулина предлагает назвать операцию по инсценировке ограбления «Ы» — «чтоб никто не догадался».
- Голый вепрь Ы — полумифическое животное, упоминаемое в фантастической повести Аркадия и Бориса Стругацких «Трудно быть богом».
- С 1910 года выпускались паровозы серии Ы (на илл., всего было построено свыше трёх с половиной сотен).
- После выхода фильма «Кин-дза-дза!» буква «Ы» также стала использоваться в качестве обозначения смеха или любых сильных, но невербализуемых эмоций.
- Буква «Ы» вошла в сетевой жаргон рунета как замена англоязычного акронима LOL.
- Название группы Леонида Фёдорова «АукцЫон» пишется через Ы.
- В Якутии в период с 1937 по 2008 годы существовал посёлок золотодобытчиков Ыныкчан, в настоящее время в Якутии существует крупное село Ытык-Кюёль.
- Ыб — село в Сыктывдинском районе Республики Коми.
- Ыбица — мультифестиваль, проводимый с 2011 года на территории «Финно-угорского этнокультурного парка» в селе Ыб Сыктывдинского района Республики Коми.
- Ыйджонбу — город в провинции Кёнгидо Республики Корея.

## Таблица кодов
| Кодировка    | Регистр   | Десятичный код | 16-ричный код | Восьмеричный код | Двоичный код      |
| ------------ | --------- | -------------- | ------------- | ---------------- | ----------------- |
| Юникод       | Прописная | 1067           | 042B          | 002053           | 00000100 00101011 |
| Юникод       | Строчная  | 1099           | 044B          | 002113           | 00000100 01001011 |
| ISO 8859-5   | Прописная | 203            | CB            | 313              | 11001011          |
| ISO 8859-5   | Строчная  | 235            | EB            | 353              | 11101011          |
| КОИ-8        | Прописная | 249            | F9            | 371              | 11111001          |
| КОИ-8        | Строчная  | 217            | D9            | 331              | 11011001          |
| Windows-1251 | Прописная | 219            | DB            | 333              | 11011011          |
| Windows-1251 | Строчная  | 251            | FB            | 373              | 11111011          |

В HTML прописную букву Ы можно записать как &#1067; или &#x42B;, а строчную ы — как &#1099; или &#x44B;.
Начиная с версии 5.1 в Юникоде есть отдельные коды для формы ЪІ (в отличие от ЬІ): U+A650, U+A651 (Ꙑꙑ).